# Aspitates albaria
Aspitates albaria är en fjärilsart som beskrevs av Max Bartel 1902. Aspitates albaria ingår i släktet Aspitates och familjen mätare. Inga underarter finns listade i Catalogue of Life.